# Amanda Abizaid
Amanda Abizaid (en arabe : أماندا أبي زيد) est une chanteuse et compositrice de Beyrouth, Liban. Elle a émigré aux États-Unis à l'âge de neuf ans.
Amanda a cocréé le groupe Blue à Los Angeles puis devient plus tard une artiste solo. Elle a créé des chansons pour de nombreuses séries TV, dont Odd Girl Out, One Tree Hill, Charmed, Summerland, Smallville et Les 4400 pour laquelle elle a interprété A Place in Time.
Amanda est une pianiste et une joueuse de flûte professionnelle ainsi que chanteuse depuis l'âge de cinq ans.
Née à Beyrouth, Amanda a vécu à New York, Londres et Miami et a été influencée par de nombreux artistes et musiciens, l'aidant à trouver un son et un style unique.